# Sunny Came Home
Sunny Came Home est une chanson folk-rock de la musicienne américaine Shawn Colvin. C'est le morceau d'ouverture de son album concept de 1996, A Few Small Repairs. Elle a été publiée sur CD et cassette le 24 juin 1997.
La chanson a été un succès commercial, atteignant la septième place du Billboard Hot 100 pour devenir la première entrée de Colvin et sa première chanson dans le palmarès des 10 chansons eles plus populaires du classement. Au Canada, la chanson a atteint la troisième position, tandis qu'en Islande, elle a atteint la 20e place. La chanson a également été un succès critique, remportant à la fois le Grammy Award du disque de l'année et de la chanson de l'année et elle  a reçu une nomination pour la meilleure performance vocale pop féminine. 

## Sources
- "Here is a List of Every GRAMMYs Song of the Year Winner Ever". CBS Interactive. 9 février 2015. Consulté le 6 août 2016
- Crum, Maddie (September 28, 2016). "'Sunny Came Home' Singer Shawn Colvin Explains Her '90s Anthem". HuffPost. Consulté le 7 janvier 2023
- BPMDatabase.com. "BPM Database – Search". www.bpmdatabase.com. Consulté le 4 août 2016.
- Leventhal, John (6 janvier 2014). "Shawn Colvin "Sunny Came Home" Sheet Music in B Minor (transposable) – Download & Print". Musicnotes.com. Consulté le 4 août 2016
- "Shawn Colvin Chart History (Hot 100)". Billboard. Consulté le 30 septembre 2010